# BRL-54443
-{
BRL-54443}- je lek koji deluje kao agonist  i  serotoninskih receptora.

## Spoljašnje veze
|  | Molimo Vas, obratite pažnju na važno upozorenje u vezi sa temama iz oblasti medicine (zdravlja). |